# Brenthis andersoni
Brenthis andersoni is een vlinder uit de familie van de Nymphalidae. De wetenschappelijke naam van de soort is voor het eerst geldig gepubliceerd in 1904 door Harrison Gray Dyar.